# Kalbang
Kalbang is een bestuurslaag in het regentschap Bengkulu Utara van de provincie Bengkulu, Indonesië. Kalbang telt 499 inwoners (volkstelling 2010).